# Їжача голівка занедбана
Їжача голівка занедбана або непомі́тна (Sparganium erectum neglectum, S. ramosum) — рослина родини рогозові (Typhaceae).

## Опис
Водно-болотна багаторічна трав'яниста рослина з простими або гіллястими стеблами, зануреними у дно водойми. Листки лінійні, розташовані у два ряди. Квітки дрібні, непоказні, одностатеві, запилюються вітром. Вони зібрані в кулясті головки на розгалужених стебельцях, які підносяться над поверхнею води. У верхній частині стебла та його гілок розташовуються чоловічі суцвіття, а нижче — жіночі. Оцвітина проста, з 3 — 6 зелених або темних лусочок. У чоловічій квітці 3 тичинки, у жіночій — 1 маточка з верхньою зав'яззю, подовженим стовпчиком і 1 насінним зачатком. Після цвітіння утворюються плоди — горішки в тугих кулястих головках, які тверднуть.
Росте на невеликій глибині в річках та озерах, у місцях із повільною течією.